# Zamek w Krzywnicy
Zamek w Krzywnicy – nikłe relikty zamku z XIV wieku, położonego we wsi Krzywnica, w woj. zachodniopomorskim.
Zamek znajdował się na wschód od wsi, na kępie nad rzeką Krępiel. Obecnie na lewym brzegu rzeki. Zamek zbudowano w miejscu grodu z X wieku. W XIII wieku powstał gródek stożkowy, a około 1315 roku przedstawiciel rodu Wedel zbudował tu murowany rycerski zamek. Miał on kształt murowanego czworoboku o bokach o długości 40 metrów wznoszącego się na kopcu o wymiarach 44 x 42 m wyniesionym nad okoliczny teren. Zamek otaczały widoczne jeszcze dzisiaj dwa obwody wałów oraz fosa. Wjazd na zamek znajdował się od południa, a główny dom zamkowy znajdował się od zachodu, od strony rzeki. Przypuszczalnie z zamkiem był związany Wedigo Wedel, bratanek Wedlów z Krępcewa. W 1375 zamek był wzmiankowany jako jeden z 12 najsilniej obwarowanych zamków rodu Wedel. Zamek został przypuszczalnie zniszczony podczas wojny trzydziestoletniej i już nie odbudowany.